# 紐約風塵
是一部2013年的美國劇情電影，由詹姆士·葛雷執導，主演是瑪莉安·歌迪雅、華堅·馮力士和謝洛美·維納。本片在2013年康城影展被提名金棕櫚獎。本片曾暫名為《Low Life》和《The Nightingale》。

## 劇情
1921年，波蘭天主教徒姐妹Ewa和Magda在第一次世界大戰後逃離她們被蹂躪的波蘭家園，以移民的身份抵達紐約市的埃利斯島，以尋找更好的生活。Magda因肺部疾病而被隔離。Ewa幾乎被驅逐出境，但是猶太人Bruno聲稱來自旅客援助協會，他注意到她和她的英語說得流利，便賄賂了一名官員讓她走，並將她帶到他家。知道Ewa必須賺錢才能讓Magda獲得釋放，於是Bruno讓她在Bandits'Roost劇院跳舞並當妓女。Bruno也對她產生了浪漫的興趣。
Ewa尋找居住在紐約的外籍親屬，但她的叔叔向當局告發她；他說他聽說過她因為從歐洲來的船上從事非法行為而陷入麻煩，而他希望與這個妓女疏遠。警察將她帶回埃利斯島，她又一次被安排驅逐出境。在埃利斯島時，Ewa觀看了Emil（Bruno的表弟，以一個名為Orlando的表演魔術師身份謀生）的表演；表演結束後，他遞給她一朵白玫瑰。第二天早晨，Bruno設法令她獲釋。Ewa在Bandit's Roost再次遇到Emil。Emil請求Ewa上台在讀心魔術上協助他，但觀眾中的男士們開始對Ewa吹口哨。這場面終於在Bruno和Emil之間的爭吵，以及Bruno和女孩們被劇院解僱而結束了。不久後Bruno帶著女孩們在中央公園附近賣淫，以吸引男人與他們一起上床。Emil和Ewa之間的另一次相遇證明了Emil對她有感覺。Emil迷戀Ewa，這讓Bruno非常不滿，導致了兩個男人之間持續激烈的衝突。暴力衝突以Bruno被隔夜監禁而結束。
有一天，Emil潛入Bruno的家中去看Ewa。他承諾給她錢來救她的姐妹，這樣他們都可以一起離開紐約。巧合的是，在做出這樣的承諾後不久，Bruno回家了，而Emil躲藏起來。Bruno也向Ewa作出承諾：他將安排她與她的姐妹見面。但Emil打斷Bruno的同時，Emil拔出一支沒有子彈的槍，指向Bruno。Emil扣下扳機來嚇唬他，但在同一時間，被嚇倒的Bruno因為自衛而刺死了他。
為了解決死亡的衝擊和痛苦，Bruno和Ewa在晚上將Emil的屍體掉在街上，以擺脫警方調查，但是另一名妓女告訴警方Ewa曾發生衝突而殺了Emil。Bruno把Ewa藏起來，警察猛烈地毆打他，並偷走了他隨身攜帶的大筆錢。Ewa得知Bruno一直都有足夠的錢來釋放她的姐妹，但他卻把錢藏起來，因為他不想讓她離開他。Bruno聲稱他現在已經改變主意，如果他有錢的話，會幫助Ewa和她的姐妹。Ewa與她的阿姨作另一次聯繫，並成功地懇求阿姨給她錢來幫助Magda。Bruno用這筆錢付給了他在埃利斯島的聯絡人，釋放Ewa的姐妹，並給她們兩張去新澤西州的票。Ewa和Magda離開了，而悔改的Bruno則留在紐約，打算向警方坦承殺害了Emil。

## 演員

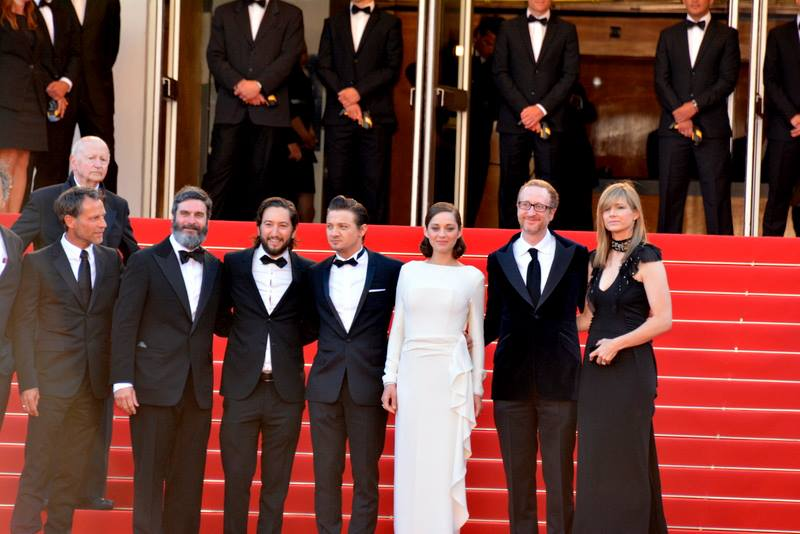
演員和導演出席2013年康城影展

- 瑪莉安·歌迪雅 飾 Ewa Cybulska
- 華堅·馮力士 飾 Bruno Weiss
- 謝洛美·維納 飾 魔術師Orlando / Emil
- Yelena Solovey（英语：Yelena Solovey） 飾 Rosie Hertz
- 黛格瑪拉·多明絲姬（英语：Dagmara Domińczyk） 飾 Belva
- Maja Wampuszyc（英语：Maja Wampuszyc） 飾 Aunt Edyta
- 安潔拉·薩拉費恩（英语：Angela Sarafyan） 飾 Magda Cybulska
- 伊利亞·沃里克（英语：Ilia Volok） 飾 Wojtek
- 安東尼·科隆（英语：Antoni Corone） 飾 Thomas MacNally
- 彼特·麥克羅比（英语：Peter McRobbie） 飾 Dr. Knox
- 蘇菲亞·布萊克·狄艾莉（英语：Sofia Black-D'Elia） 飾 Not Magda

## 製作
導演詹姆士·葛雷說過《紐約風塵》有「80%是基於我祖父母的往事，他們於1923年來到美國」，他將其描述為「我目前為止最個人化和自傳性的電影」。他還受到了賈科莫·普契尼的歌劇所啟發，其作品包括《Il trittico》。
詹姆士·葛雷為瑪莉安·歌迪雅和華堅·馮力士寫了這部電影。他表示，如果他們不願意拍本片的話，他不確定自己是否會拍下去。
葛雷還表示，歌迪雅是他合作過的最好演員。
由於葛雷用波蘭語寫了大約20頁的對白，歌迪雅必須學習波蘭語來擔演這個角色，並以信服的波蘭口音說英語。歌迪雅只有兩個月的時間來學習她的波蘭語對白。
本片的主要拍攝於2012年1月27日在紐約市開始，暫名為《Low Life》。拍攝於2012年3月17日完成。

## 外部連結
- 互联网电影数据库（IMDb）上《The Immigrant》的资料（英文）
- 爛番茄上《The Immigrant》的資料（英文）
- Metacritic上《The Immigrant》的資料（英文）
- Box Office Mojo上《The Immigrant》的資料（英文）